# Bradysia validolobata
Bradysia validolobata är en tvåvingeart som beskrevs av Werner Mohrig 2003. Bradysia validolobata ingår i släktet Bradysia och familjen sorgmyggor.
Artens utbredningsområde är Honduras. Inga underarter finns listade i Catalogue of Life.